# Felix Adler (scénariste)
Pour les articles homonymes, voir Felix Adler et Adler.
Felix Adler est un scénariste américain, né le 22 janvier 1884 à Chicago et mort le 25 mars 1963.
Il est connu pour son travail sur de nombreux films avec Harold Lloyd, Mack Sennett et Laurel et Hardy, et pour le court métrage Men in Black qui a été nommé pour un Oscar en 1934.

## Filmographie
- 1930 : Welcome Danger
- 1930 : Feet First
- 1932 : Movie Crazy
- 1934 : Men in Black
- 1934 : Three Little Pigskins
- 1936 : C'est donc ton frère (Our Relations)
- 1936 : Laurel et Hardy au Far West (Way Out West)
- 1938 : Swiss Miss
- 1938 : Block-Heads
- 1940 : You Nazty Spy!
- 1940 : A Chump at Oxford
- 1940 : En croisière (Saps at Sea)
- 1941 : General Nuisance
- 1942 : Even as IOU
- 1945 : Here Come the Co-Eds
- 1945 : The Naughty Nineties
- 1947 : Hold That Lion!
- 1949 : Malice in the Palace
- 1958 : Oil's Well That Ends Well